# Ideas for to Travel Down Death's Merry Road
Ideas for to Travel Down Death's Merry Road är ett studioalbum av Loosegoats, gruppens första sedan 2001 års Her, the City, et al. Skivans utgivningsdatum är den 18 april 2012. I mars samma år släpptes låten "Montananas" som digitalt nedladdningsbar singel.
Låten "For the Love of" handlar om den numera avlidne Gustaf Kjellvander, bror till Loosegoats sångare och gitarrist Christian Kjellvander.

## Låtlista
1. "Drift from the Tracks" - 4:12
2. "Drinking by the River" - 4:16
3. "For the Love of" - 8:30
4. "Wheels" - 4:19
5. "Port Townsend" - 7:14
6. "A Love" - 2:38
7. "Hollywood and Mid July" - 3:45
8. "Montananas" - 3:23
9. "Failure" - 4:02
10. "Sometimes I'm Country High" - 2:06

## Mottagande
Ideas for to Travel Down Death's Merry Road har medelbetyget 4,0/5 på sajten Kritiker.se, som sammanställer recensioner av bland annat skivor, baserat på tio recensioner.

## Listplaceringar
| Lista (2012) | Topplacering |
| ------------ | ------------ |
| Sverige      | 40           |

### Fotnoter
1. ↑  ”Loosegoats”. Loosegoats officiella webbplats. Arkiverad från originalet den 23 april 2012. https://web.archive.org/web/20120423231755/http://come.to/loosegoats. Läst 23 mars 2012.
2. ↑  Appelqvist, Jonas (1 maj 2012). ”Storstilad återkomst”. Dagens skiva. http://dagensskiva.com/2012/05/01/loosegoats-ideas-for-to-travel-down-deaths-merry-road/. Läst 29 augusti 2012.
3. ↑  ”Ideas for to Travel Down Death's Merry Road”. Kritiker.se. http://kritiker.se/skivor/loosegoats/ideas-for-to-travel-down-deaths-merry-road/. Läst 29 augusti 2012.
4. ↑  Listplacering